# Куанзен
Куанзен (фр. Coinsins) — громада  в Швейцарії в кантоні Во, округ Ньйон.

## Географія
Громада розташована на відстані близько 110 км на південний захід від Берна, 33 км на захід від Лозанни.
Куанзен має площу 2,9 км², з яких на 13,6% дозволяється будівництво (житлове та будівництво доріг), 70,2% використовуються в сільськогосподарських цілях, 14,9% зайнято лісами, 1,4% не є продуктивними (річки, льодовики або гори).

## Демографія
2019 року в громаді мешкало 493 особи (+25,1% порівняно з 2010 роком), іноземців було 18,5%. Густота населення становила 169 осіб/км².
За віковим діапазоном населення розподілялося таким чином: 22,3% — особи молодші 20 років, 60,9% — особи у віці 20—64 років, 16,8% — особи у віці 65 років та старші. Було 204 помешкань (у середньому 2,4 особи в помешканні).
Із загальної кількості 265 працюючих 12 було зайнятих в первинному секторі, 95 — в обробній промисловості, 158 — в галузі послуг.